# Гьята, Фатмир Юсуф
Фатмир Юсуф Гьята (алб. Fatmir Gjata; 22 сентября 1922,Корча, Албания — 1989, Тирана, Албания) — албанский писатель, сценарист, журналист и редактор.

## Биография
Родился в семье с патриотическими традициями. Его отец — учитель, участвовал в национально-освободительном движении и был замучен немцами в 1944 году.
Ф. Гьята также стал участником албанского национально-освободительного движения, добровольцем сражался с фашистскими оккупантами в годы Второй мировой войны.
После войны в 1951 году окончил Литературный институт имени Горького в Москве.
Был председателем Комитета по делам искусств и культуры Народной Социалистической Республики Албания (1951—1953). В течение многих лет работал в качестве редактора журнала «Ноябрь» и с момента создания Союза писателей и художников народной Албании был избран членом его руководящего комитета, а затем президентом.
Был журналистом и членом редколлегии многих изданий Албании.
Принимал участие в решении важных социально-культурных задач государства.
За успехи и заслуги в творчестве был награждён Государственной премией (Премией Республики) II и III степеней и орденом Трудового красного знамени первого класса, а также несколькими медалями.

## Творчество
Ф. Гьята — один из ведущих представителей албанской литературы социалистического реализма
Автор романов, повестей, сборников рассказов, поэм, театральных пьес и киносценариев. Ряд стихов Ф. Гьята стали песнями («Месть молодежи»,  «Старый и молодой» («Песня партизан»), «Песня о партизане Бенко» и др.).
Основная тема произведений — борьба албанцев с фашистами в годы национально-освободительного движения в годы Второй мировой войны.

## Избранные произведения
- «Капли крови» (сборник рассказов, 1945),
- «Песня о партизане Бенко» (поэма, 1950),
- «Переворот» (роман, 1954),
- «Тана» (повесть и одноименный киносценарий, 1955),
- «Фуртуна» (повесть и одноименный киносценарий, 1959)
- «Болото» (роман, 1959),
- «На пороге жизни» (сборник рассказов, 1960).
- «Пшеница созрела»
- «Капли крови»
- «Вода спит, враг не дремлет»
- «Поворот»
- «Враги» и др.

Фильм «Тана», по одноименной повести и сценарию Гьята стал первым в истории Албании полнометражным кинофильмом.